# 仮面ライダーV3対デストロン怪人
- 仮面ライダーシリーズ > 仮面ライダーV3 > 仮面ライダーV3対デストロン怪人
- 東映まんがまつり > 仮面ライダーV3対デストロン怪人

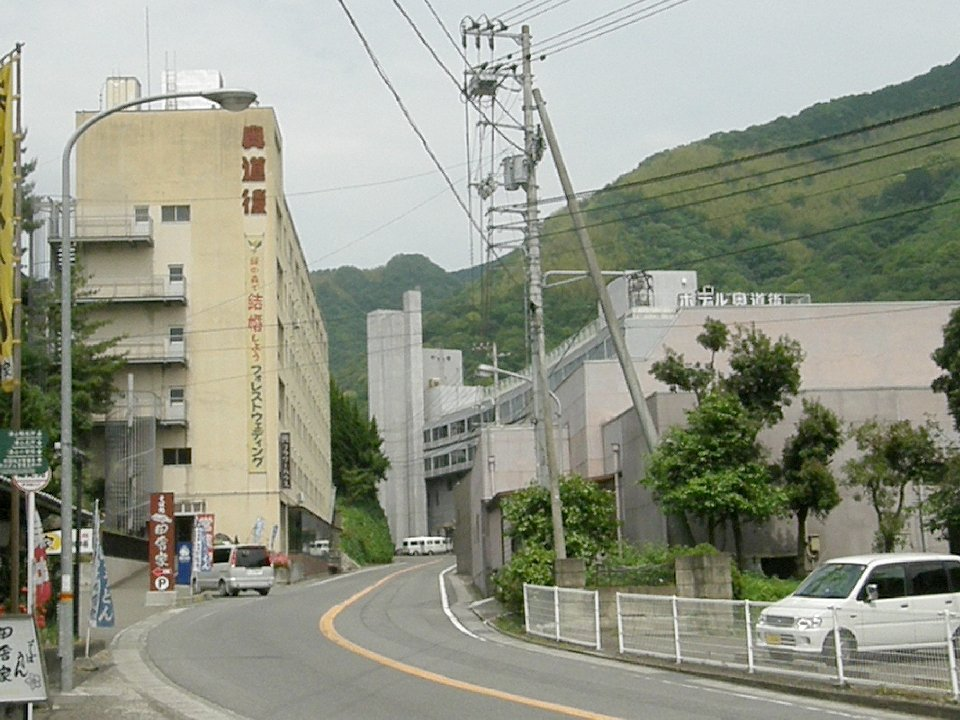
ロケが行われた「ホテル奥道後」

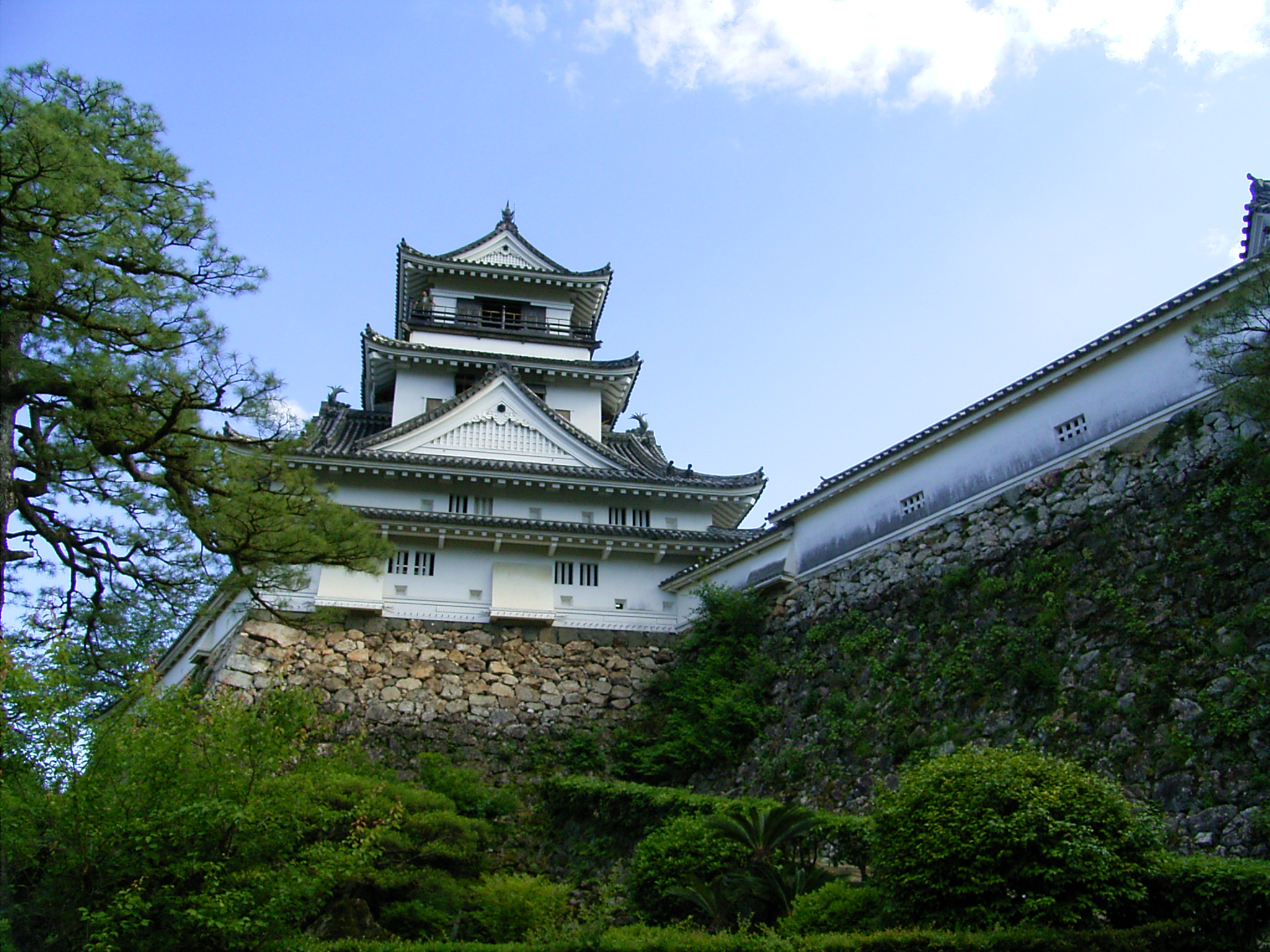
「高知城」の天守

『仮面ライダーV3対デストロン怪人』は、1973年7月18日に「東映まんがまつり」の一編として公開された東映の中編映画作品。
カラー、シネスコ、上映時間は32分。

## 概要
日本列島を「変身ブーム」に包んだ『仮面ライダー』の続編『仮面ライダーV3』の劇場オリジナル映画。同年3月の「東映まんがまつり」の春興行では、テレビ本編の第2話「ダブルライダーの遺言状」（1973年2月24日放送）をシネスコサイズにトリミングしたものが上映されたが、劇場用完全オリジナルとしては本作品が初となる。併映のアニメ作品『マジンガーZ対デビルマン』を意識してか、決定稿脚本は『V3対ダブルライダー』と題されていた。
公開当時のキャッチコピーは、「ついにきた全面戦争のとき ゆけ！ 戦え！ 三人の仮面ライダー」。
テレビ本編第2話で退場した仮面ライダー1号・2号が、本編に先駆けて再登場した。素顔では登場していないが、藤岡弘と佐々木剛が声を担当している。

## あらすじ
原子物理学者・沖田徹夫博士は、四国山脈の山奥で幻の超放射能元素と言われたサタンニウムを発見した。それは原子爆弾の原料に使われるウラニウムの数百倍の放射能を持つ、特殊な鉱石だった。悪用を恐れた沖田は、東京への帰路でフェリー・さんふらわあからサンプルの鉱石を海に捨てようとするが、それはデストロンの狙うところとなっていた。沖田は鉱石ごと、黒服の男によって和歌山県勝浦沖で拉致されてしまう。
風見志郎と立花藤兵衛は、勝浦沖のデストロン無人島基地に向かって沖田を救出したが、彼は怪人タイホウバッファローに殺されてしまう。
やがて、志郎と藤兵衛は珠純子やシゲルとともにデストロンを追って四国に向かい、そこを舞台に仮面ライダーV3とデストロンの戦いが展開する。さらに、オーストラリアでデストロンと戦っていた仮面ライダー1号・2号が帰国し、V3に加勢する。

## 登場怪人
タイホウバッファロー
本作品のための新怪人。バッファローと大砲の機械合成怪人。豪放磊落な性格ではあるが、相打ちを乱戦時に避けようとするなど、冷静な判断力も併せ持っている。両肩に2門の大砲を備えている。通常は上向きになっており、単独で砲撃・連射できるが、やや命中率が劣るため、戦闘員がしばしば補佐している。突進攻撃にも用いられる角は、レーダー通信機能を持ち、砲撃時には照準装置が組み込まれたアンテナとしての役割を果たす。分厚い鋼鉄で覆われた腹部はどんな攻撃も跳ね返すが、非常に堅牢であるがゆえに重量もあるため、動きが鈍いのが弱点。「バーッフォー！」と鳴き、「バーッハッハッハ！」という笑い声を発する。
3人ライダーとの戦闘では自身の斉射で再生怪人軍団を失った結果、3人ライダーを腹部に内蔵された自爆用の爆弾で道連れにしようとするが、ライダーダブルキックとV3キックの連続攻撃を受け、爆死する。
- 当時の資料にはタイホウバッハローの表記も見られ、ポピーから発売された人形もこちらの名称に準じている。
- のちに付加された設定によると、デストロン在籍時の結城丈二がダム建設の岩石爆破用に開発した改造人間である。結城とタイホウバッファローは映像作品への登場時期が異なるが、特写によるグラビア上で共演している。

漫画『仮面ライダー11戦記』
ガイストの再生強化怪人として登場。
OVA『仮面ライダーSD』
蜘蛛男やテレビバエとともに蜘蛛の巣城でバトルライダーズと戦う。

ドクバリグモ
黒服の男に姿を変え、フェリー上で沖田博士を拉致し、デストロンの無人島基地に連行した。さらに鉱脈の地図を追って四国各地を暗躍するが、3人ライダーを狙ったタイホウバッファローの斉射の巻き添えで粉砕される。テレビ本編のように腕の注射器を使うシーンはなかった。

ギロチンザウルス
ドクバリグモを援護してホテル奥道後の錦晴殿に現れ、ひろ子を襲って地図を奪おうとするが、V3に行く手を阻まれてV3反転キックを受けた結果、橋から転落して凄まじい水柱を上げて爆死する。

再生怪人軍団
上記の映画オリジナル怪人以外のデストロン怪人。
3人ライダーと交戦するが、タイホウバッファローの斉射の巻き添えで全滅する。
以下はクライマックスでの名乗り順。
| 名乗り順 | 再生怪人           | テレビでの初登場話 | 備考     |
| -------- | ------------------ | ------------------ | -------- |
| 1        | ジシャクイノシシ   | 第13話             | [注釈 5] |
| 2        | スプレーネズミ     | 第17話・第18話     |          |
| 3        | ピッケルシャーク   | 第11話・第12話     | [注釈 5] |
| 4        | ミサイルヤモリ     | 第16話             |          |
| 5        | ドリルモグラ       | 第11話・第12話     |          |
| 6        | クサリガマテントウ | 第17話・第18話     | [注釈 6] |
| 7        | バーナーコウモリ   | 第15話             |          |
| 8        | レンズアリ         | 第09話・第10話     | [注釈 7] |
| 9        | ガマボイラー       | 第14話             |          |

## キャスト
- 風見志郎 / 仮面ライダーV3 - 宮内洋
- 仮面ライダー1号の声 - 藤岡弘
- 珠純子 - 小野ひずる
- 珠シゲル - 川口英樹
- 沖田徹夫 - 二瓶秀雄
- 沖田ひろ子 - 森桃江
- 石森洋
- 田川恒夫
- 清水俊男
- 池上明治
- 大野剣友会
  - 中村文弥
  - 中屋敷鉄也
  - 小林貞夫
  - 中本恒夫
  - 前田直高
  - 千代田恵介
  - 中本竜夫
  - 湯川泰男
  - 石塚信之
  - 河原崎洋夫
  - タイホウバッファロー[3] - 岡田勝
- タイホウバッファローの声 - 八代駿
- ドクバリグモの声 - 西崎章治
- ギロチンザウルスの声 - 辻村真人
- その他の怪人の声 - 山下啓介、峰恵研 ほか
- ナレーター - 中江真司
- ドクトル・ゲー - 千波丈太郎
- デストロン首領の声 - 納谷悟朗
- 仮面ライダー2号の声 - 佐々木剛
- 立花藤兵衛 - 小林昭二

## スタッフ
- 原作 - 石森章太郎 （たのしい幼稚園、テレビマガジン、冒険王、テレビランド連載）
- 脚本 - 伊上勝
- 企画 - 平山亨、阿部征司
- 音楽 - 菊池俊輔
- 撮影 - 川崎龍治
- 照明 - 太田耕治
- 美術 - 八木功
- 仕上製作 - 映広音響
- 録音 - 太田克巳
- 編集 - 菅野順吉
- 選曲 - 武田正彦
- 助監督 - 長石多可男
- 進行主任 - 斎藤正勝
- 技斗 - 高橋一俊、大野剣友会
- 製作担当 - 佐久間正光
- 衣裳 - 東京衣裳
- トランポリン - 佐藤巧（大野剣友会）
- 特殊効果 - 菊地清
- オートバイ協力 - スズキ自動車
- 現像 - 東映化学
- 協力 - ホテル奥道後、フェリーおくどうご、日本高速フェリーKK
- 監督 - 山田稔

## 主題歌
「斗え! 仮面ライダーV3」
作詞 - 石森章太郎 / 作・編曲 - 菊池俊輔 / 歌 - 宮内洋、ザ・スウィンガーズ
「V3のマーチ」
作詞 - 伊上勝、丘灯至夫 / 作・編曲 - 菊池俊輔 / 歌 - 水木一郎、コロムビアゆりかご会

## 撮影
ロケは四国を中心に敢行され、日本高速フェリーの大型フェリー「さんふらわあ」や来島どっくのリゾートホテル「ホテル奥道後」とタイアップし、「奥道後バス」や「くるしまドック」などの関連施設、高知城など四国の名所を織り込んで行われた。当時は仮面ライダー人気が好調で作品知名度も高かったため、白バイでパレードを組まれたこともあった。1973年5月13日から同年5月26日まで行われたこのロケは同工異曲のストーリーにより、テレビ本編の第20話「デストロン四国占領作戦」や第21話「生きていたダブルライダー」と同時進行で行われたこともあり、ギロチンザウルスやドクバリグモは映画・テレビにまたがって登場する。両怪人とも本来はタイホウバッファロー同様、映画用の新怪人として用意されたが、放送局側との取り決めによりテレビに先行登場する形となった。本作品での四国タイアップロケは、『秘密戦隊ゴレンジャー』（1975年）においても、同一の形式でテレビと劇場版のロケ順路として使われている。
テレビでも散見される火薬による大規模な爆発は、本作品でもふんだんに採り入れられている。室戸岬を舞台とした無人島基地の撮影は、地元の網元の孫がV3のファンだった縁もあり、漁業協同組合の許可を得て行われたが、あまりの爆発の勢いに海岸の地形が変わってしまったほどで、担当官庁から叱責を受けたという。このことについては、助監督の長石多可男も音と衝撃波が凄まじいものであったことを述懐しているほか、後年には風見志郎役の宮内洋も島の表面にヒビが入ったことや周辺に魚がいなくなったことにより、観光協会や漁協から激怒されたことを述懐している。また、くるしまドック内での爆発撮影では、そのことを知らなかった近所の民家から通報される騒ぎとなっている。
最終決戦のロケは、四国ではなく青梅市の採石場で行われた。四国ロケに運ばれた怪人のスーツはタイホウバッファロー、ギロチンザウルス、ドクバリグモの3体のみであり、ドクトルG役の千波丈太郎の登場シーンもすべて都内で撮影された。

## テレビ放送
| 回数 | 放送局   | 番組名                           | 放送日         | 放送時間（JST） | 放送分数 | 出典          |
| ---- | -------- | -------------------------------- | -------------- | --------------- | -------- | ------------- |
| 1    | TOKYO MX | 仮面ライダー 劇場版3作品一挙放送 | 2023年06月24日 | 19:00 - 20:45   | 105分    | [ 24 ] [ 25 ] |

## 映像ソフト化
いずれも東映ビデオより発売。
- VHS（セル、レンタル）共通。2000年6月21日にVHSが発売された[26]。
- LD（セルのみ）
- DVD：「仮面ライダー THE MOVIE BOX 1972-1988」（2003年12月5日発売）、単巻.VOL.2（2006年3月21日発売）、「復刻! 東映まんがまつり 1973夏」（2011年10月21日発売）
- BD：「仮面ライダー THE MOVIE Blu-ray BOX 1972-1988」（2011年5月21日発売）に収録。
- UHD：「仮面ライダー THE MOVIE 1972‐1988 4KリマスターBOX」（2021年11月10日発売）に収録。

## ネット配信
2019年8月11日から同年9月10日まで東映特撮YouTube Officialにて、夏休み特別企画として1か月限定で無料公開された。

## 併映作品
- 『マジンガーZ対デビルマン』
- 『ロボット刑事』
- 『キカイダー01』
- 『バビル2世 赤ちゃんは超能力者』
- 『魔法使いサリー』